# Arractocetus niger
Arractocetus niger är en skalbaggsart som först beskrevs av Strohmeyer 1910.  Arractocetus niger ingår i släktet Arractocetus och familjen varvsflugor. Inga underarter finns listade i Catalogue of Life.